# Xã Benton, Quận Elkhart, Indiana
Xã Benton (tiếng Anh: Benton Township) là một xã thuộc quận Elkhart, tiểu bang Indiana, Hoa Kỳ. Năm 2010, dân số của xã này là 2.963 người.